# A Real Cool Time
A Real Cool Time – singel zespołu Ramones, promujący album Halfway to Sanity,  wydany w Wielkiej Brytanii w 1987 przez wytwórnię Beggars Banquet.

## Lista utworów
Wersja (7"):
1. „A Real Cool Time” (Joey Ramone) – 2:38
2. „Indian Giver” (Bo Gentry/Robert Bloom) – 2:47

Wersja (12"):
1. „A Real Cool Time” (Joey Ramone) – 2:38
2. „Indian Giver” (Bo Gentry/Robert Bloom) – 2:47
3. „Life Goes On” (Joey Ramone) – 3:30

## Skład
- Joey Ramone – wokal
- Johnny Ramone – gitara, wokal
- Dee Dee Ramone – gitara basowa, wokal
- Richie Ramone – perkusja